# Frassineto Po
Frassineto Po är en ort och kommun i provinsen Alessandria i regionen Piemonte i Italien. Kommunen hade 1 381 invånare (2018).